# Ерандаков, Василий Андреевич
Василий Андреевич Ерандаков (1875 — 1919) — деятель российских спецслужб, контрразведчик, полковник ОКЖ, начальник Контрразведывательного отделения Главного управления Генерального штаба Российской империи.

## Биография
В 1894 году после окончания Новочеркасского казачьего юнкерского  училища, служил в чине подпоручика в Казачьих войсках.
В 1902 году был  переведен в Отдельный корпус жандармов с назначением  адъютантом Тульского ГЖУ.  С 1903 года  назначен помощником начальника Киевского ГЖУ. С 1906 года был прикомандирован к Херсонскому ГЖУ, с 1908 года к Нижегородскому ГЖУ.
С 1910 года назначен начальником Контрразведывательного отделения при Санкт-Петербургском ГЖУ. С 1914 по 1917 годы был начальником  КРО ГУГШ Российской империи.
Жена: Евгения Захаровна.
Дочь: Магдалина, родившаяся 12 января 1903 года. МК церкви Владимирской на Ржавце, г. Тула, 1903 год